# جورج ويليسلي
السير جورج جريفيل يسلي كان - (6 أبريل 1901 2 أغسطس 1814) كان أدميرال البحرية الملكية وضابطا.
بصفته ضابطًا صغيرًا، شارك في الاستيلاء على عكا خلال الأزمة الشرقية عام 1840، وككابتن في أسطول بحر البلطيق في قصف سفابورغ في أغسطس 1855 خلال حرب القرم.
أصبح القائد العام لمحطة أمريكا الشمالية وجزر الهند الغربية ثم القائد العام لسرب القناة ولكن تم إعفاؤه من الوظيفة الأخيرة من قبل المحكمة عسكرية بعد حادث وقعت فيه فرقاطة مدرعة، التي كانت تحت قيادته في ذلك الوقت، والتي هزمت في بيرل روك قبالة جبل طارق في يوليو 1871.

## مسيرته المهنية
ويليسلي ابن جيرالد فاليريان ويليسلي (شقيق آرثر ويليسلي ، دوق ويلينغتون الأول) والسيدة إميلي ماري (ابنة تشارلز كادوغان، إيرل كادوغان الأول)، انضم إلى البحرية الملكية عام 1828.
بعد التدريب الأولي في الكلية البحرية الملكية في بورتسموث والترقية إلى ملازم في 22 أبريل 1838، تم نقله إلى أسطول البحر الأبيض المتوسط.
انتقل إلى السفينة إتش إم إس <i id="mwMg">كاستور</i> من الدرجة الخامسة في مارس 1839 وشارك في العمليات على ساحل سوريا وشارك في الاستيلاء على عكا في نوفمبر 1840 خلال الأزمة الشرقية.
انضم إلى محطة جزر الهند الشرقية في نوفمبر 1841 وبعد أن تم ترقيته إلى قائد في 16 نيسان 1842، قال انه نقل إلى سجن <i id="mwPg">تشايلدرز</i> على محطة جزر الهند الشرقية.
تمت ترقيته إلى قبطان في 2 ديسمبر 1844، وأعطي ويليسلي قيادة سفينة ديدالوس من الدرجة الخامسة في المحيط الهادئ في يوليو 1849 ثم أصبح قبطان <i id="mwRw">كورنواليس</i> في أسطول البلطيق في فبراير 1855 وشارك في قصف سفابورغ في أغسطس 1855 خلال حرب القرم. 
ظل في قيادة كورنواليس عندما انتقلت إلى أمريكا الشمالية ومحطة جزر الهند الغربية عام 1856 ثم قاد البحرية الهندية من عام 1857 حتى عام 1862.

## القيادة العليا

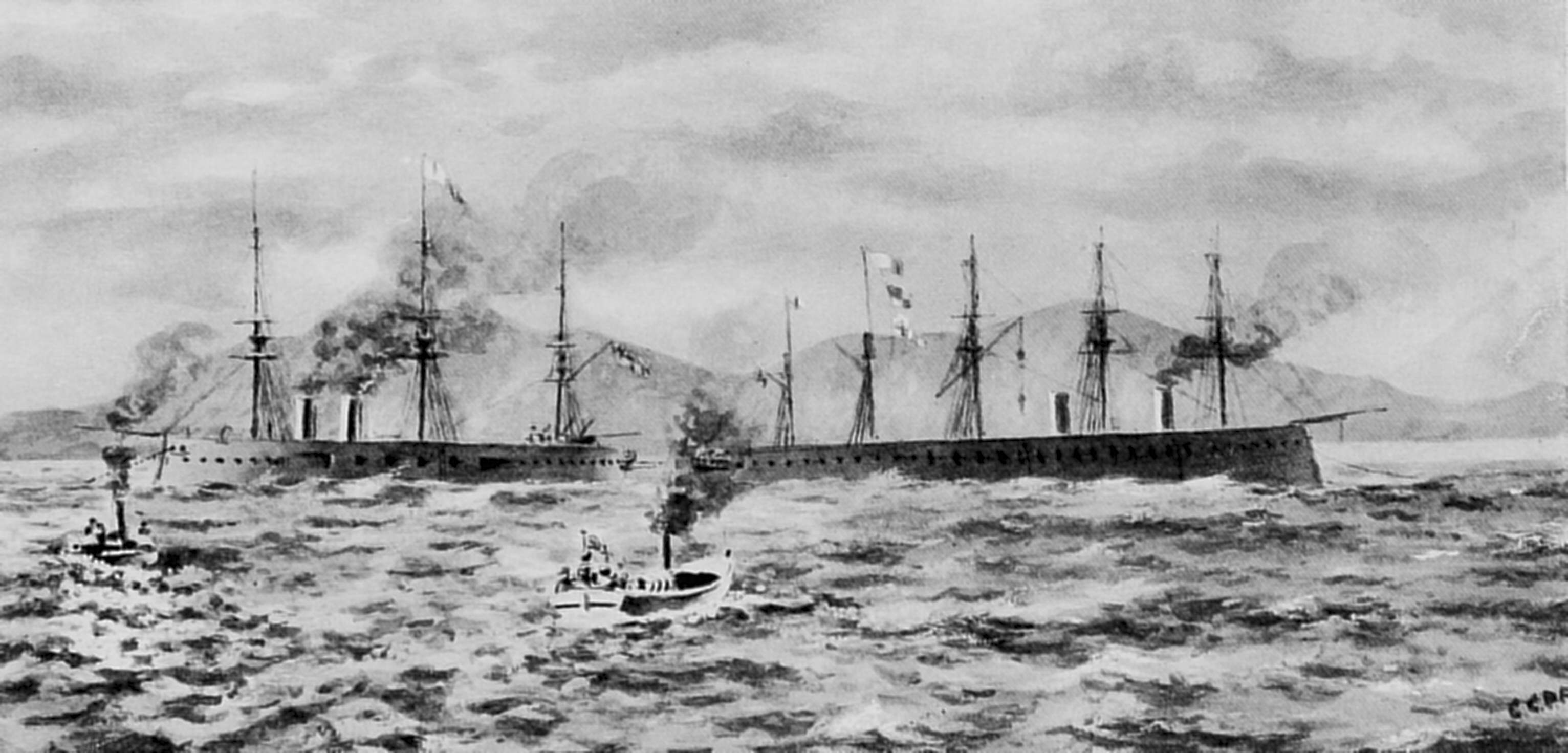
سفينة (يسار) و سفينة (يمين) قبالة بيرل روك.

تمت ترقيته إلى أميرال خلفي في 3 أبريل 1863، أصبح ويليسلي مراقبًا في بورتسموث في يونيو 1865 ثم القائد العام لمحطة أمريكا الشمالية وجزر الهند الغربية، ورفع علمه في الفرقاطة الحديدية <i id="mwaA">رويال الفريد</i> ، في يونيو 1869. 
تمت ترقيته إلى نائب أميرال في 26 يوليو 1869، ثم أصبح القائد العام ورفع علمه في الفرقاطة المدرعة مينوتور، في أكتوبر 1870 ولكن أعفي من ذلك المنصب من قبل المحكمة العسكرية بعد حادثة مرت فيها الفرقاطة المدرعة اجنكورت، التي كانت تحت قيادته في ذلك الوقت، في بيرل روك قبالة جبل طارق في يوليو 1871. 
بعد ذلك أصبح ويليسلي القائد العام لمحطة أمريكا الشمالية وجزر الهند الغربية مرة أخرى، هذه المرة رفع علمه على البيليروفون، في سبتمبر 1873.
عند التقاعد، تقدم ويزلي إلى نايت جراند كروس في 21 يونيو 1887 وأصبح مفوضًا للصندوق الوطني في يونيو 1888. توفي في منزله في تشستر سكوير في لندن في 6 أبريل 1901. 

## عائلته
في عام 1853 تزوج ويزلي من إليزابيث دوتي لوكين (1816 - 1906)؛ وكان لديهم ابنة واحدة، اسمها أوليفيا جورجيانا.